# Bandera del Hierro
La bandera del Hierro, tal com disposa el Butlletí Oficial de Canàries, és de forma rectangular i conté els colors blanc, verd "monte" i blau marí, disposats de manera que el blanc formi un triangle amb base al pal i d'altura fins a les dues cinquenes parts de la longitud total de l'ensenya, i els colors verd i blau dues franges horitzontals d'igual amplada, sent verda la superior i blava la inferior. L'ensenya podrà incorporar, al centre de la bandera, l'escut ofial de l'illa. Fou adoptada oficialment el 18 de maig de 1987
El triangle representa esquemàticament la forma de l'illa; el color blanc els núvols, l'escuma de la mar i la broma que destil·la aigua de l'arbre del Garoé (sagrat per als bimbaches); el verd representa les muntanyes, les vinyes, els fruiters i l'arbre de Garoé; mentre que el blau representa l'horitzó de la mar.
Segons sembla, aquesta està basada en un símbol en forma de bandera utilitzat el 1953 a la "Bajada de la Vírgen de los Reyes", patrona de l'illa.

Bandera carregada amb l'escut oficial.